# 黄氏宗祠古建群
黄氏宗祠古建群，位于中国广东省深圳市深圳市新安街道上合社区，为深圳市的一个市、县级文物保护单位，类型为古建筑，公布时间为1998年7月15日。
黄氏宗祠古建群的历史年代为清代。